# آن‌موبایل
آن‌موبایل (انگلیسی: OnMobile) شرکت مخابراتی هندی است که در سال ۲۰۰۰ تأسیس شد.